# 高梁基督教会堂

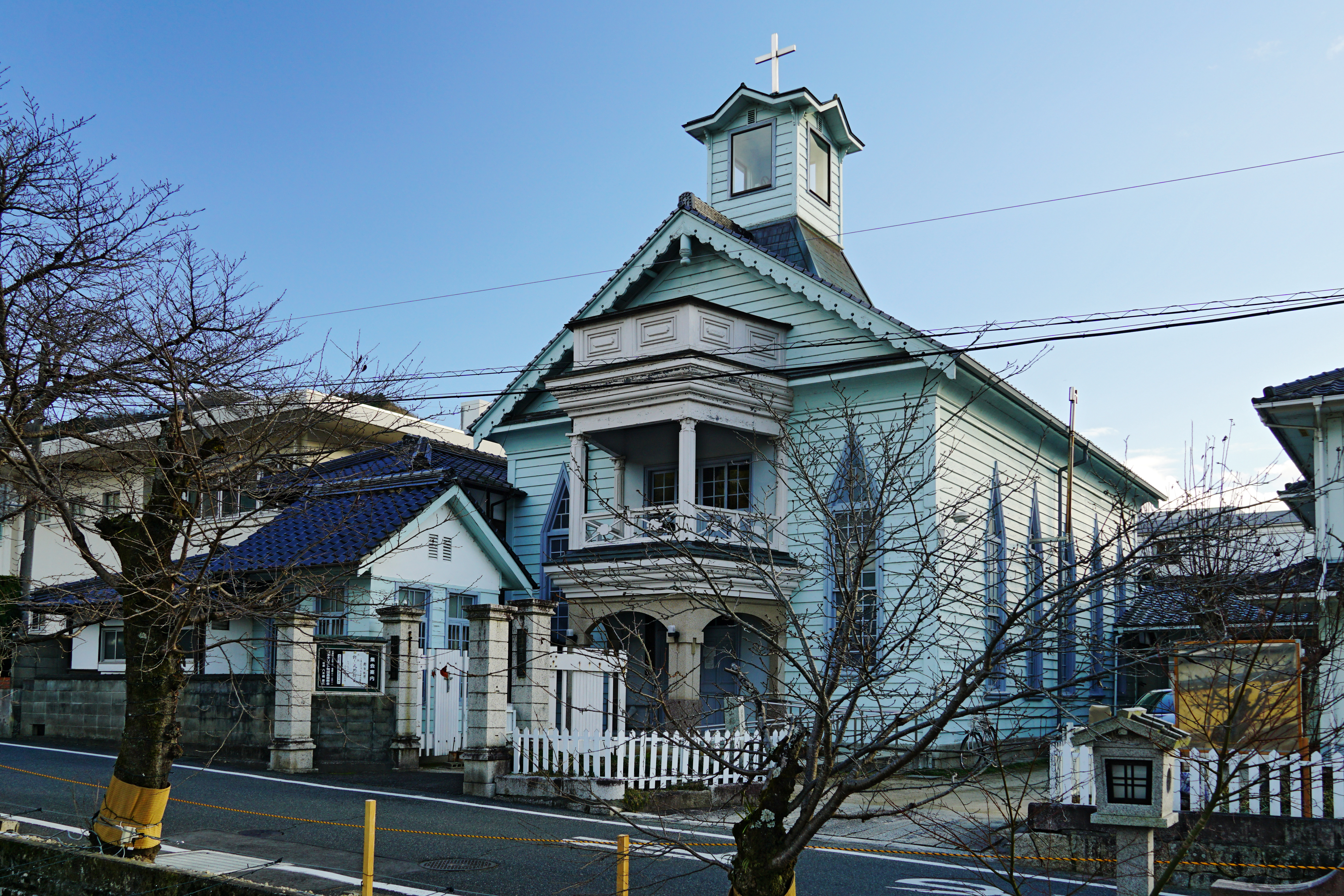
高梁基督教会堂

高梁基督教会堂（たかはしきりすときょうかいどう）は、岡山県高梁市の紺屋川美観地区にある旧組合教会系の日本基督教団の教会堂である。1889年（明治22年）に建てられた現存する岡山県下最古の教会堂で、岡山県の史跡に指定されている。

## 歴史

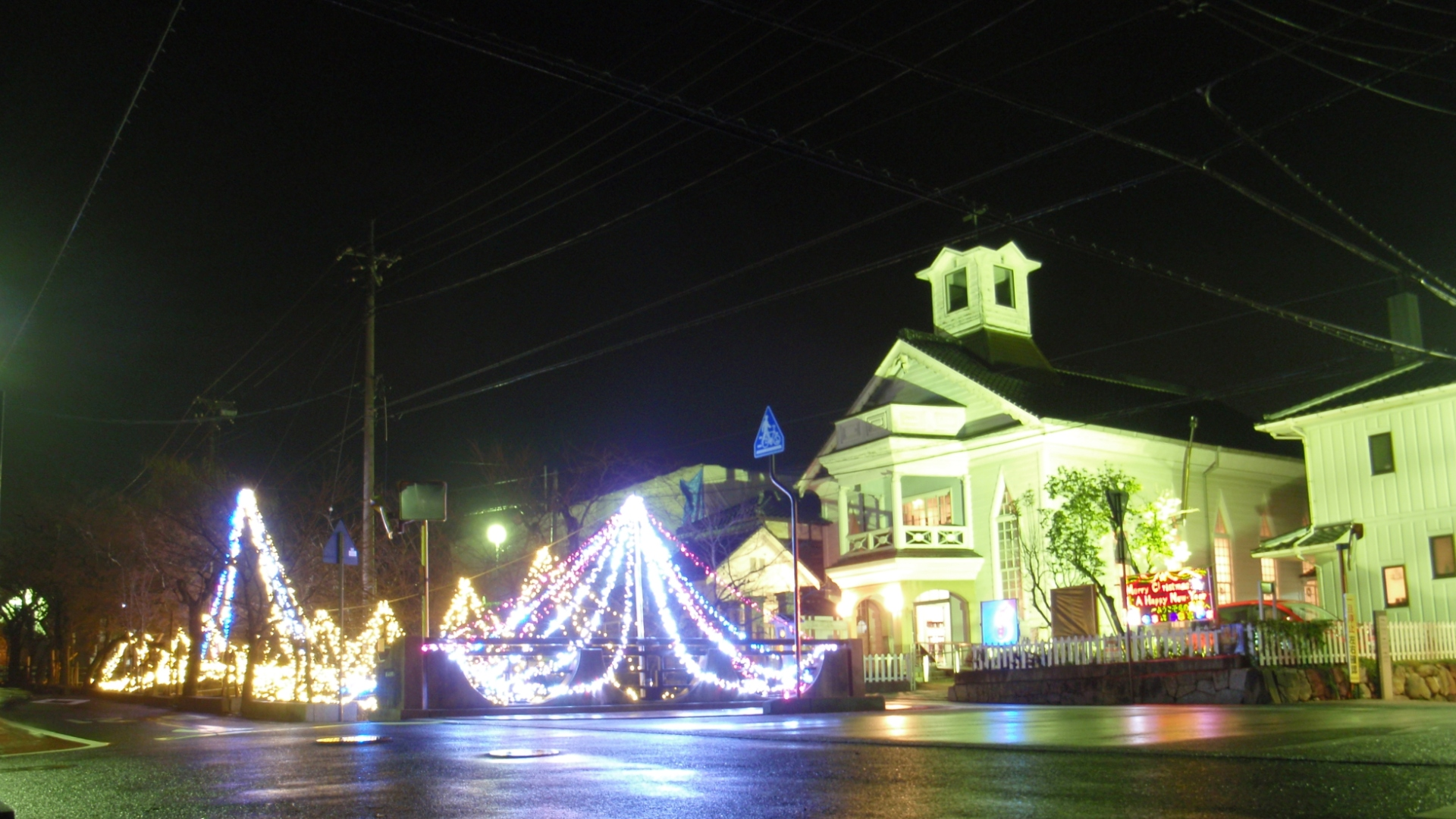
ライトアップされた教会堂

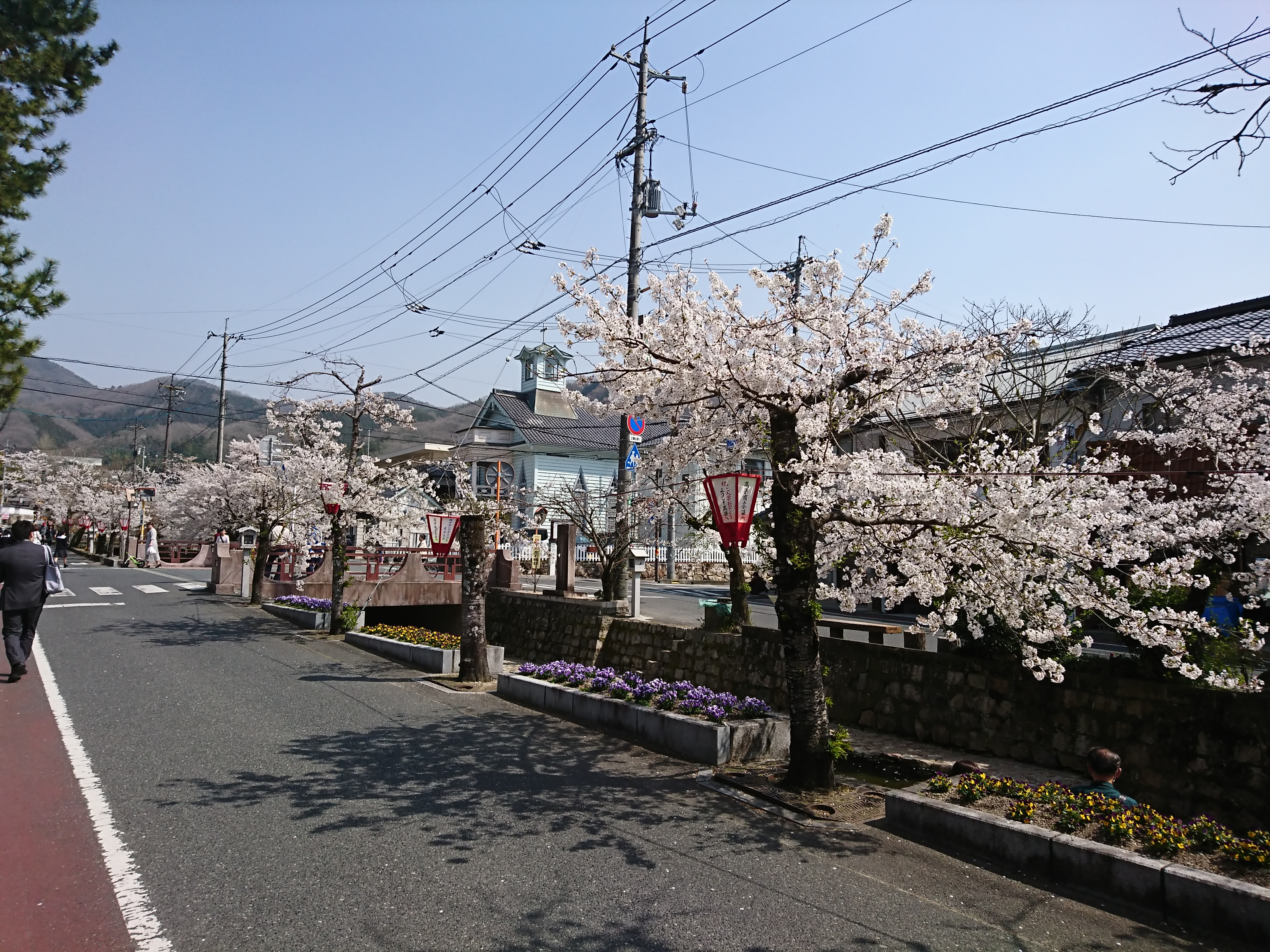
教会堂と紺屋川筋

1879年（明治12年）10月、岡山市から金森通倫や中川横太郎らが週一回来て定期的に、風俗改良の面からキリスト教伝道を行った。さらに、西洋文化の流入や近代化を目指す人々によって高梁市での布教活動が始まり。1880年（明治13年）、新島襄が宣教師オーティス・ケーリと一緒に伝道に来ている。新島が高梁を訪れたことで急速に広がりをみせる。
1881年（明治24年）、講義所を開設し、同年3月には教会設立のための会が開かれる。1882年（明治15年）4月26日、上代知新を牧師に迎え教会が正式に発足し、設立式を行う。同時に、岡山教会牧師金森通倫から15名が洗礼を受ける。また、二宮邦次郎らが岡山教会から転入した。また、「岡山四聖人」の1人である留岡幸助が匿われたことがあり、後に救世軍日本司令官となる山室軍平もこの教会で伝道をしていたことがある。
また、アメリカン・ボードの宣教医ジョン・カッティング・ベリーが伝道所を兼ねて施療所を開設したことで、地域の教育のみならず、医療などにも影響を与えた。しかし、一方で投石を受けるなどの事件もあり、教会に投げ込まれた「迫害石」が現在も残されている。1889年（明治22年）、西洋建築家の吉田伊平によって現在の建物が設計・建築された。

## 所在地
〒716-0028 岡山県高梁市柿木町26番地

### 墓所
〒716-0016 岡山県高梁市頼久寺町（頼久寺東裏、順正寮より約100m北）